# Francis Planté
Francis Planté (Orthez, 2 marzo 1839 – Saint-Avit, 19 dicembre 1934) è stato un pianista e compositore francese, uno dei primi artisti a effettuare registrazioni su disco. Nel diciannovesimo secolo era il pianista più importante della Francia, a parte Chopin.

## Biografia
Studiò pianoforte con Antoine Marmontel; la sua carriera iniziò all'età di sette anni a Parigi. Incontrò e fece amicizia con molti musicisti; tra questi c'era Franz Liszt, con il quale eseguì arrangiamenti di due dei poemi sinfonici di Liszt (Les Préludes, e Tasso. Lamento e trionfo) per due pianoforti, Hector Berlioz, Gioachino Rossini, Charles Gounod, Felix Mendelssohn, Sigismund Thalberg e Charles-Marie Widor.
Divenne noto anche per aver ascoltato di persona suonare Fryderyk Chopin, e per questo le sue registrazioni - nonché l'unico film disponibile su di lui - sono viste come un collegamento a un "mondo perduto" delle esecuzioni per pianoforte.
Dopo aver lasciato Parigi, eseguì concerti sui palcoscenici di tutta Europa, espandendo la sua reputazione per qualità del tono e interpretazioni virtuosistiche ed emotive. La morte della moglie nel 1908 lo portò a ritirarsi dal palcoscenico, a eccezione di spettacoli di beneficenza e concerti a favore dei feriti nella prima guerra mondiale. Ha avuto molti allievi, tra cui Alexander Brailowsky.
Nel DVD del 1999, The Art of Piano, è possibile vedere un breve estratto in cui Platé suona l'Études di Chopin in C, Op. 10 No. 7.
Lo stile di Francis Planté è considerato molto diverso dagli artisti di registrazione moderni, e si contraddistingue per un'interpretazione focalizzata sul carattere del brano, con particolare attenzione al fraseggio e una declamazione che riflette l'approccio ottocentesco alla musica, concepita come un linguaggio retorico.

## Repertorio
Le registrazioni realizzate da Planté includono:
- Chopin: Études Op. 10, Nos. 4, 5 and 7
- Chopin: Études Op. 25, Nos. 1, 2, 9 and 11
- Berlioz: Serenade
- Mendelssohn: Scherzo in E, Op. 16, No. 3
- Boccherini: Minuet